# Wärtsilä
Wärtsilä (NASDAQ OMX: WRT1V) (udtales Værtsilæ) er en finsk virksomhed, der fremstiller og servicerer fremdriftskilder og andet udstyr indenfor markedet for maritim fremdrift og energimarkederne. Wärtsilä's kerneprodukter inkluderer store forbrændingsmotorer til brug på skibe og færger. I 2020 omsatte koncernen, som ledes af Håkan Agnevall, for 4,6 millarder Euro. Wärtsilä-koncernen opererer på over 200 lokationer i over 80 lande og har omkring 19.000 ansatte.
Wärtsilä har to hovedvirksomheder; Energivirksomhed med fokus på energimarkedet og marinevirksomhed med fokus på det maritime marked. Marine Business er hovedsageligt til stede i Europa, Kina og Østasien, mens de vigtigste energivirksomhedsmarkeder er Syd- og Sydøstasien, Mellemøsten, Afrika og Latinamerika.
Wärtsilä har placeringer i omkring 80 lande, men opererer globalt. Virksomheden har signaliseret sin hensigt om at omdanne fra en udstyrsproducent til et smart marine- og energiselskab efter opkøb af virksomheder som Transas, Greensmith, Guidance Marine og MSI og oprettelsen af 'digitale accelerationscentre' i Helsinki, Singapore, Centraleuropa og Nordamerika.

## Motorer
Wärtsilä producerer en bred række af lav- og mellemhastighedsdieselmotorer, gasmotorer, dual- og multifuelmotorer til maritim fremdrift, elektricitetsfremstilling om bord på skibe og til landbaserede kraftværker.

## Historie
Wärtsilä blev grundlagt, da guvernøren for amtet Nordkarelen godkendte opførelsen af et savværk i Tohmajärvi kommune i Finland den 12. april 1834. Savværket blev snart overtaget af industrialisten Nils Ludvig Arppe, der byggede jernværkeri i området. I 1898 blev virksomheden omdøbt til Wärtsilä Ab.

### Dieselmotorer
I 1938 begyndte dieselmotorens æra, da Wärtsilä underskrev en licensaftale med Friedrich Krupp Germania Werft AG i Tyskland. Den første dieselmotor blev produceret i Turku, Finland, i november 1942. I de følgende årtier blev der fokuseret mere på fremstilling af diesel- og gasmotorer med overtagelserne af det svenske firma NOHAB i 1978, det franske Société Alsacienne de Constructions Mécaniques (SACM), og den hollandske Stork-Werkspoor i 1989. I 1997 absorberede Wärtsilä den dieselmotor, der producerede New Sulzer Diesel (NSD), som blev oprettet af Sulzer i 1990.

### Hybridmotorer
I 2020 planlagde Wärtsilä at levere hybridmotorløsninger til de ultra miljøvenlige Finnlines.